# Cornelia Smith Bradford

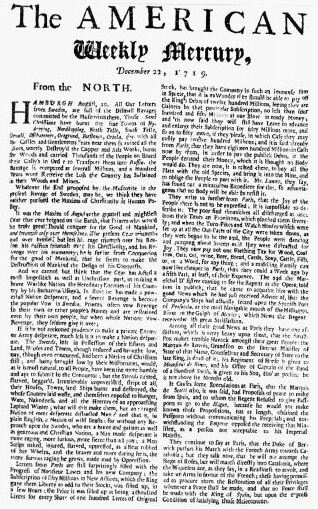
American Weekly Mercury, 1719

Cornelia Smith Bradford (falecido em agosto de 1755) era gráfica e editora de jornal na Filadélfia. Ela é uma das onze mulheres americanas conhecidas por terem se sustentado como impressoras antes da Revolução Americana.

## Vida e carreira
Nascida Cornelia Smith na cidade de Nova York (data desconhecida), Cornelia cresceu em uma família de posses. Ela se casou com Andrew Bradford, filho de William Bradford, ambos impressores. Dizia-se que ela era "notável pela beleza e pelo talento", embora seu casamento fosse infeliz. Andrew era dono de uma gráfica na Filadélfia, bem como do jornal American Weekly Mercury, fundado em 1719.
Após a morte de Andrew, Cornelia assumiu sua gráfica, loja e gerenciamento de seu jornal. Em 1742/3, ela contratou um certo Isaiah Warner como assistente, mas de 1744 até a última edição do Mercury em 22 de maio de 1746, Cornelia foi a única editora e impressora.